# Sovînka, Konotop
Sovînka (în ucraineană Совинка) este un sat în comuna Veazove din raionul Konotop, regiunea Sumî, Ucraina.

## Demografie
Componența lingvistică a localității Sovînka
     Ucraineană (98,18%)
     Alte limbi (0,91%)
Conform recensământului din 2001, majoritatea populației localității Sovînka era vorbitoare de ucraineană (98,18%), existând în minoritate și vorbitori de alte limbi.